# 리욱
리욱(李旭, 본명: 이장원(李章源), 1907년 ∼ 1984년)은 일제 식민지 시기 간도 문학의 대표자이다.
해방 이후 중국 조선족 문학의 토대를 일군 리욱[李旭, 본명은 이장원(李章源), 1907∼1984]은 중국 조선족 문단을 대표하는 시인이다. 아명은 리수룡이었고, 해방 전까지는 학성(鶴城), 월촌(月村), 단림(丹林), 산금(汕琴), 월파(月波) 등의 필명을 사용하다가 해방 이후 리욱이란 이름으로 활동했다. 중국 조선족 문학의 토대를 닦고 발전시켜 온 그는 서정시와 서사시, 한시를 비롯해 소설, 수필, 문학 이론, 번역에 이르기까지 다양한 장르의 창작물을 남겼다.
1907년에 러시아 블라디보스토크 신안촌(고려촌)에서 태어난 리욱은 1910년에 지린성(吉林省)으로 이주해 유년 시절을 보냈다. 만주 일대에서 저명한 한문학자인 조부와 부친의 영향을 받아 어린 시절에 중국과 조선의 고전을 익히며 성장했다. 중학교 2학년에 다니던 중, 생활고로 학업을 중퇴하고 시 창작에 매진했던 그는 1924년 17세 되던 해에 처음으로 서정시 ＜생명의 례물＞을 ≪간도일보≫에 발표하면서 본격적으로 작가의 대열에 합류했다. 그 후 간도 지역의 진보적 신문 ≪민성보≫의 기자로 일하다가 일제의 탄압이 거세지면서 기자 생활을 그만두고 야학에서 농민들에게 글을 가르치며 계몽사상을 일깨우고자 했다. 1937년부터는 ≪조선일보≫의 간도 특파원으로 있었고, ≪조광≫, ≪조선지광≫ 등의 신문과 잡지에 활발히 시를 발표해 문단의 주목을 받았다.
리욱은 시인 김조규와 함께 당시 만주에서 활동하던 시인들의 작품을 모아 ≪재만조선시인집≫을 간행하는 등 중국 조선족 문단의 결집을 도모하는 데 기여한 바 있다. 해방 이후에는 ＜간도예문협회＞의 문학 부장, ＜동라문인동맹＞의 시문학 분과 책임자, ＜옌지(延吉)중소한문회협회＞ 문학 국장, 문예지 ≪불꽃≫의 편집 등을 맡아 예술 단체를 정비하고 중국 조선족 문단의 기틀을 다지기 위해 노력했다. 사회적으로 왕성한 활동을 하면서도 창작에도 힘을 기울였고, 그 결과 1947년에는 첫 시집 ≪북두성≫을, 1949년에는 ≪북륙의 서정≫을 출간했다.
교육자로서의 소명 의식 또한 높았던 그는 옌볜대학 건교 사업에 참가했고, 옌볜사범학교에서 교직 생활을 하다가 1951년 말부터는 옌볜대학 교수로 지냈다. 베이징사범대학에서 소련 문학과 마르크스주의 문예 이론, 혁명적 사실주의 창작론을 습득하며 문학 연구가, 학자로서도 충실하고자 했다. 이와 더불어 중국 조선족 문인으로서 리욱이 이룩한 중요한 업적 중 하나는 1956년, 조선족 작가로서는 처음으로 중국작가협회에 가입해 중국작가협회 옌볜 분회 이사로 활동했던 것이다. 리욱은 중국 문학과 교류하며 중국 조선족 문학이 중국 문학의 일부로 인정받는 동시에 독자적인 문학을 구축할 수 있도록 가교 역할을 했다. 그러한 과업의 일부로서 중국어로 된 작품을 창작하기도 했다.
그러나 1966년부터 1976년 문화대혁명 시기에는 반동 문인으로 몰려 정치적 탄압을 받으며 창작의 권리를 박탈당하고 벽지로 추방당하는 등 시련을 겪기도 했다. 혼돈의 시기가 끝나자 정치 누명을 벗은 리욱은 다시금 시 창작에 힘을 쏟아 1980년 73세의 나이로 ≪리욱 시선집≫과 함께 장편 서사시 ≪풍운기≫ 1부를 발표했다. 그리고 ≪풍운기≫ 2부를 집필하는 도중 1984년 77세를 일기로 생을 마감했다.
리욱의 생애는 말 그대로 중국 조선족 문학의 형성과 성장 과정을 보여 주는 역사다. 일제의 식민지 탄압과 해방 이후 중국의 정권 수립 그리고 문화대혁명 등 사회·정치적 시련 속에서도 생의 마지막 순간까지 시대와 역사를 형상화하고자 한 리욱의 시 세계는 중국 조선족의 삶과 역사를 보여 주는 동시에 문학을 통해 사회와 역사 속에서 인간의 삶을 고양하고자 하는 진취적 정신을 보여 주고 있다.